# Stonewall Book Award
O Stonewall Book Award é um prémio literário patrocinado pela Comissão Gay, Lesbian, Bisexual, and Transgendered da American Library Association, que distingue anualmente as obras de ficção (Barbara Gittings Literature Award) e não-ficção (Israel Fishman Non-Fiction Award) de temática LGBT publicadas em língua inglesa. O prémio é anunciado em Janeiro de cada ano, e os autores premiados recebem um placa e um prémio monetário.
O Stonewall Book Award foi o primeiro e mais duradouro dos prémios literários LGBT, tendo sido inicialmente atribuído em 1971 com a designação Gay Book Award. A sua designação foi-se alterando ao longo dos anos, tornando-se mais abrangente:
- 1971-1986 Gay Book Award
- 1987-1989 Gay and Lesbian Book Award
- 1994-1998 Gay, Lesbian, and Bisexual Book Award
- 1999-2001 Gay, Lesbian, Bisexual, and Transgendered Book Award
- desde 2002 Stonewall Book Award